# 林家まる子
林家 まる子（はやしや まるこ、1972年12月14日 - ）は、日本のタレント、漫才師、女優。所属事務所はマセキ芸能社。

## 経歴・人物
東京都武蔵野市出身。本名は國重一斗衣（くにしげ　いとえ）旧姓・沼田。

両親は初代林家三平一門で夫婦漫才の林家ライス・カレー子。
弟は太神楽曲芸師翁家勝丸という芸能一家。
1993年海老名香葉子に師事し林家一門に入門。
寄席では三味線漫談を持ち芸としている。テレビではレポーター・キャスターとして出演している。
2007年にガチャピン・ムックのお姉さんとして活躍。DVDも2本発売。
フジテレビ「おはよう茨城」のリポーターを13年間務めた。その縁で2007年に「いばらき大使」に就任。2018年日光観光大使就任。2019年防災士取得。
2008年5月16日、（当時）大阪帝拳所属のプロボクサー・國重隆（元WBC世界ミニマム級4位）との婚約を発表。
同年12月27日に入籍、12月28日に東京ドームホテルにて挙式・披露宴を行った。義兄は政治家の國重徹。
2018年8月、同年2月に死去した父・ライスに代わり、母・カレー子の相方として、母子漫才コンビ「林家まる子・カレー子」を結成し、同年8月31日に浅草演芸ホールで行われた「第三十七回 初代・林家三平 追善興行」で初舞台を踏んだ。2019年3月「環境大臣賞」を受賞した環境カウンセラー・防災士の母カレー子と共に「環境漫才」「防災漫才」をライフワークにしている。

## 出演番組

### 現在
- まるまる散歩（JWAY）リポーター
- 茨城県県政番組「CHAIIENGE IBARAKI」リポーター
- いばらき大使（2007年就任）
- 日光観光大使（2018年就任）
- 防災士（2018年取得）

### 過去
- 現役くらぶ 人生これから（NHK、1994年4月 - 1996年3月）
- 三世代ふれあい歌合戦（NHK、1994年4月-1996年３月）
- だいすきふるさと（静岡第一テレビ、1996年4月 - 1999年3月）
- 静岡○ごとワイド（静岡第一テレビ、1997年4月 - 2000年3月）
- あさチャン!!（静岡第一テレビ、1998年4月 - 1999年3月）
- おはよう茨城（フジテレビ、1998年4月 - 2011年3月）
- 1999年　第50回全国植樹祭コーナーMC
- 2005年　第56回全国植樹祭中継リポーター（NHK）
- 2000年　NHK朝の連続テレビ小説「私の青空」新聞記者役
- スーパーニュース（フジテレビ、2001年 - 2002年）
- 2008年　ＢＳフジ「キッズワークショップ絵本ライブ」歌のおねえさん
- 2011年　J:COM 「ほっとセレクション台東・すみだ・江戸川」 - キャスター
- 2013年　茨城県県政番組「こんにちは茨城」リポーター
- 現在　JWAY「まるまる散歩」キャスター
- 「チャレンジイバラキ」リポーター

### CD
- デフテックmicroプロデュース「防災ソング　今すぐはじめよう」を当時6歳の娘こっちゃんとのユニット「まるちゃん＋こっちゃん」でリリース　（マセキ芸能社にて現金書留で販売中）

### ビデオ
- キッズワークショップ 絵本ライブ1・2（ポニーキャニオン）

## 映画
- 秋桜 （1997年、エースピクチャーズ）- 文化祭の司会者 役

## 著書
- 林家まる子のカレーなる一族（鳳書院）2020年9月　ISBN 978-4871221962